# Air Canada
Air Canada (Codi IATA: AC - ICAO: ACA - Callsign: Air Canada) és l'aerolínia nacional del Canadà. El seu centre d'operacions està situat a l'aeroport Aeroport Internacional Pierre Elliott Trudeau de Mont-real, Quebec, Canadà. L'empresa és un dels membres fundadors de la Star Alliance i proporciona tant serveis aeris programats com xàrter, transportant passatgers i càrrega a prop de 240 destinacions.

## Història
L'empresa va ser fundada el 10 d'abril de 1937 com a Trans-Canada Airlines (TCA) pel govern canadenc com a filial i propietat de Canadian National Railway i va començar les seves activitats en línies regulars l'1 de setembre d'aquell mateix any transportant passatge i correu entre Vancouver i Seattle amb avions Lockheed Electra.
L'1 d'abril de 1939 es van inaugurar els serveis transcontinentals entre Vancouver i Montreal amb Lockheed Super Electra. Posteriorment, en maig de 1941, s'afegiria la ruta Toronto-Nova York. Els serveis transatlàntics van començar per donar recolzament a les Forces Armades Canadenques que es trobaven a Europa el 22 de juliol de 1943 entre Montreal i Prestwick amb avions Avro Lancastrian.
Ja en 1945 i amb la guerra acabada, Air Canada va incorporar per els vols interiors diversos Douglas DC-3 i no va ser fins al 7 de maig de 1947 que TCA no va iniciar els seus vols transatlàntics amb finalitats comercials i renovant els vells Avro Lancastrian amb Canadair North Star.
En 1954 va posar en servei el Lockheed Super Constellation a les línies més llargues i va ser la primera línia d'Amèrica en incorporar avions amb turbohèlice, amb un Viscount 724 que cobria la línia Montreal-Winnipeg, l'1 d'abril de 1955. Cinc anys més tard, l'1 d'abril de 1960, va inaugurar els seu servei d'avions de passatgers de reacció amb les línies entre Montreal, Toronto, Vancouver i Londres.
L'empresa no va canviar el nom pel de Air Canada fins l'1 de gener de 1965, convertint-se, l'1 de novembre de 1966, en la primera línia de nord-amèrica en establir línies regulars amb la Unió Soviètica. Entre els anys 1974 i 1976, mitjançant una filial ja desapareguda, Airtransit Canadian Limited, van fer proves de vols STOL per passatgers amb un de Havilland Canada DHC-6 Twin Otter entre Montreal i Ottawa.

## Flota[1]
Al llarg dels seus anys d'història, Air Canada ha fet servir múltiples models d'aeronaus.
- Lockheed Electra
- Lockheed Super Electra
- Avro Lancastrian
- Douglas DC-3
- Canadair North Star
- Lockheed Super Constellation
- Viscount 724
- DHC-6 Twin Otter
- Vanguard 952
- Douglas DC-8
- McDonnel Douglas DC-9
- Boeing 727
- Boeing 747
- Boeing 767
- Lockheed L-1011 TriStar

## Filials
Per mitjà de la filial Air Canada Vacations ofereix paquets de turisme a prop de 90 destinacions. L'empresa també proporciona serveis de manutenció sota el nom de Air Canada Technical Services (ACTS).
Entre els socis regionals de Air Canada es troben Air Canada Jazz, Exploits Valley Air Services, Air Georgian i Central Mountain Air.